# Francesco Caracciolo (duca di Martina)
Francesco Caracciolo, VII duca di Martina (Napoli, 1613 – Buccino, 12 luglio 1655), è stato un militare e nobile italiano.

## Biografia
Figlio di Giovanni Battista, VI duca di Martina, e di sua moglie Maria Spinelli, Francesco nacque a Napoli nel 1613. Alla morte del padre nel 1626 ereditò tutti i titoli ed i possedimenti della sua casata.
Intraprese la carriera militare con lo scoppio dell'insurrezione a Napoli nel 1647, quando il sovrano partenopeo gli chiese di prendere le armi per piegare i rivoltosi, portandosi con le sue truppe a Buccino, a Montefusco e infine ad Aversa, coadiuvando gli altri condottieri nobili napoletani fedeli alla Spagna. Venne infine inviato a Torre del Greco a presidiare l'area, ma non riuscì a sostenere gli assalti dei ribelli e dovette riparare nell'entroterra dove prese parte alla battaglia di Somma l'11 novembre di quell'anno e successivamente a quella di Cardito il 27 novembre.
Nel dicembre del 1647 ottenne la nomina a vicario generale del principato Citra e della Basilicata, ma lasciando Salerno dove risiedeva da qualche tempo, questa cadde nuovamente in mano agli insorti guidati da Ippolito da Pastena. L'incertezza del periodo spinse il Caracciolo a progettare di inviare la sua famiglia a Roma, presso suo cognato, facendo imbarcare il gruppo a Otranto, ma mentre questi si spostavano da Buccino a Marsicovetere, Francesco scoprì che anche quella città era caduta in mano ai rivoltosi e venne quindi dirottato su Picerno e poi verso Ferrandina, ma anche questa piazzaforte era stata occupata. Dopo aver tentato di entrare a Gravina, si diresse infine a Taranto, ma anche l'accesso a questa città gli venne impedito. Peregrinò verso Francavilla, mentre pure Taranto si sollevava in rivolta. Nella città pugliese, ad ogni modo, ebbe modo di incontrarsi con altri baroni filo-spagnoli e organizzare con essi un'armata di resistenza con la quale espugnò Taranto, riportandola sotto il governo dei re di Napoli. Conquistò quindi il 20 marzo Altamura al fianco del conte di Conversano, soffocando quindi la rivolta scoppiata anche nel suo feudo di Martina Franca.
Si portò quindi a Salerno, che nel frattempo era capitolata e si dedicò a risistemare le difese della città da possibili aggressioni dal mare. Si profilava infatti un possibile attacco della flotta francese, dato che il principe Tommaso Francesco di Savoia, al soldo del re di Francia, aveva già occupato Procida il 9 agosto ed ora minacciava l'intera costa salernitana. Come da sua intuizione, i francesi sbarcarono a Vietri e dopo tre giorni di combattimenti, vennero definitivamente respinti. Caracciolo ottenne le felicitazioni personali di don Giovanni d'Austria e di re Filippo IV di Spagna. Rientrato in città, sbaragliò il brigante locale Tittarello che nel frattempo aveva guidato una nuova insurrezione.
Si dimise quindi da ogni incarico pubblico, ritirandosi a vita privata e morendo a Buccino il 12 luglio 1655.